# ケリドニン
ケリドニン（（英語、Chelidonine）は、クサノオウ（Chelidonium majus）に含有されている、アルカロイドの1種である。

## 構造と性質

ケリドニンの線角構造式。

ケリドニンの分子式はC20H19NO5で、モル質量は353.36856 (g/mol)である

。
純粋なケリドニンは、常温常圧では無色の固体で、板状の結晶になる

。
なお、融点は約136 ℃である

。
分子中の酸素原子のうちの1つは水酸基（比較的極性の大きな官能基）であり、分子中の窒素原子は第3級アミン（弱い塩基性を持つ極性を持った部分）であるものの、残りの酸素原子はエーテル結合しており、残りの部分は炭化水素である。このような構造であるために、極性溶媒である水には溶解しない

。
なお、塩酸や硝酸とは塩を作るものの、ケリドニンの塩酸塩や硝酸塩ですら水にはほとんど溶解しない

。
ただし、同じ極性溶媒であってもエタノールにであれば容易に溶解し、またクロロホルムにも容易に溶解する

。
それから、ケリドニンは分子中にキラル中心を持っており、分子内対称面も無いために光学活性を持っている。ケリドニンのエタノール溶液のナトリウムD線で観測される旋光度は、+115.4 度である

。

## 所在
ケリドニン（Chelidonine）は、ケシ科に属するクサノオウ（Chelidonium majus）に含有されるアルカロイドである

。
ただし、クサノオウにはケリドニン以外のアルカロイドも含有されている。ちなみに、これはアルカロイドではないものの、クサノオウには4-ピロン-2,6-ジカルボン酸も含有されており、4-ピロン-2,6-ジカルボン酸には「ケリドン酸（Chelidonic acid）」と言う慣用名が与えられている。